# Snillfjord
Snillfjord és un antic municipi del comtat noruec de Sør-Trøndelag. Té 978 habitants (2016) i té una superfície de 508.31 km².